# Myrmecocephalus cingulatus
Myrmecocephalus cingulatus är en skalbaggsart som först beskrevs av Leconte 1866.  Myrmecocephalus cingulatus ingår i släktet Myrmecocephalus och familjen kortvingar. Inga underarter finns listade i Catalogue of Life.